# Hasselfelde
Hasselfelde – dzielnica miasta Oberharz am Brocken w Niemczech, w kraju związkowym Saksonia-Anhalt, w powiecie Harz. Przez dzielnicę przebiegają dwie drogi krajowe: B242 oraz B81.
Do 31 grudnia 2009 Hasselfelde było oddzielnym miastem, do tego dnia było również siedzibą wspólnoty administracyjnej Brocken-Hochharz.